# 닌텐도 스위치 온라인
닌텐도 스위치 온라인(Nintendo Switch Online, 약칭 NSO)은 닌텐도 스위치의 유료 온라인 서비스이다. 닌텐도 스위치 온라인에 가입하여 온라인 대전, 세이브 데이터의 백업, 음성 채팅 등의 서비스를 이용할 수 있다. 이러한 서비스 중 일부는 2018년 9월 19일 서비스 정식 개시까지 모든 사용자에게 무료로 제공되었다. 하지만 7일 무료이용권은 꼭 '닌텐도 스위치 어카운트'를 가입해야만 이용권을 획득할 수 있다.
닌텐도 스위치 온라인은 닌텐도 와이파이 커넥션과 닌텐도 네트워크를 이은 닌텐도의 제3세대 온라인 서비스이다.

## 기능

### 멀티플레이어
닌텐도 스위치 온라인은 스위치 게임 상당수의 온라인 다인용 기능을 이용하기 위해선 필수로 구매해야 한다. 《포트나이트 배틀로얄》와 《워프레임》같은 일부 포트나이트 배틀로얄 게임은 스위치 온라인 구독 없이 이용이 가능하다. 중국판 닌텐도 스위치는 닌텐도 스위치 온라인 서비스가 제공되지 않아 무료로 멀티플레이어를 사용할 수 있다.

### 클라우드 세이브
클라우드 스토리지를 지원하는 게임들에 한해 저장 데이터를 온라인에 연동할 수 있으며, 이를 통해 사용자가 닌텐도 어카운트를 다른 스위치 기기에 연결해 사용할 수 있다.

### 고전 게임 서비스
Wii 당시부터 닌텐도가 유료로 판매했던 버추얼 콘솔 서비스를 대체한 기능으로, 스위치 온라인 구독자는 닌텐도가 제공하는 구세대 게임기 전용 게임들을 구독기간동안 자유롭게 플레이 할 수 있다. 닌텐도 유럽 연구개발부가 에뮬레이션을 개발했으며 다인용 기능이 있어 로컬과 온라인 플레이를 사용할 수 있다.

## 같이 보기
- 아케이드 아카이브스
- 세가 에이지스